# Adolfo Viana
Adolfo Viana de Castro Neto, mais conhecido como Adolfo Viana (Salvador, 2 de fevereiro de 1981), é um servidor público e político brasileiro. Filiado ao PSDB, é Deputado Federal pelo Estado da Bahia. 

## Família e Formação
Adolfo Viana de Castro Neto nasceu na cidade de Salvador, no estado da Bahia. Fez o Ensino Médio no Colégio São Paulo e chegou a cursar Gestão Pública na Estácio e Administração de Empresas, na qual não chegou a concluir.
Sua família possui tradição na política baiana. Seu pai, Antônio Honorato, foi deputado estadual por vários mandatos, e seu avô, também chamado Adolfo Viana, foi prefeito da cidade de Casa Nova, localizada no norte da Bahia.

## Carreira Política

### Deputado Estadual
Adolfo foi eleito deputado estadual pela Bahia em 2010, e novamente em 2014. Chegou a ser presidente da Comissão de Meio Ambiente e Recursos Hídricos (2011) e vice presidente na Comissão Especial de Desenvolvimento Urbano (2014 - 03/2015).

### Deputado Federal
Em 2018 foi eleito deputado federal, com 102.603 votos. Ele é um dos principais representantes políticos da região norte do estado, estando filiado ao PSDB desde 2007. Já foi o vice líder do partido na Câmara Federal entre 2019 e 2021 e foi nomeado atual líder da bancada tucana, substituindo Rodrigo de Castro, e é o atual presidente do PSDB no estado da Bahia.

### Histórico Político
Em 2010 Candidatou-se a deputado estadual, alcançando êxito, sendo o mais jovem parlamentar eleito, com 32.625 votos; no ano de 2014 concorreu novamente como deputado estadual, tendo obtido a reeleição com 60.899 votos; nas eleiçoes de 2018 candidatou-se a deputado federal, tendo sido eleito com 102.603 votos;no ano de 2019 tornou-se presidente do PSDB-BA; em 2021 foi eleito líder do PSDB na  Câmara dos Deputados, para o ano de 2022;

## Desempenho Eleitoral
| Ano  | Eleição                             | Partido | Cargo             | Votos   | %     | Resultado | Ref    |
| ---- | ----------------------------------- | ------- | ----------------- | ------- | ----- | --------- | ------ |
| 2010 | Eleições estaduais na Bahia em 2010 | PSDB    | Deputado Estadual | 32.625  | 0,48% | Eleito    | [ 7 ]  |
| 2014 | Eleições estaduais na Bahia em 2014 | PSDB    | Deputado Estadual | 60.899  | 0,89% | Eleito    | [ 8 ]  |
| 2018 | Eleições estaduais na Bahia em 2018 | PSDB    | Deputado Federal  | 102.603 | 1,49% | Eleito    | [ 9 ]  |
| 2022 | Eleições estaduais na Bahia em 2022 | PSDB    | Deputado Federal  | 123.199 | 1,55% | Eleito    | [ 10 ] |